# Kanton Ballon
Der Kanton Ballon war von 1790 bis 2015 ein französischer Wahlkreis im Arrondissement Le Mans, im Département Sarthe und in der Region Pays de la Loire; sein Hauptort war Ballon.

## Geografie
Der Kanton Ballon lag im Mittel 80 Meter über Normalnull, zwischen 48 Meter in La Guierche und 143 Meter in Beaufay.
Der Kanton lag im Zentrum des Départements Sarthe nördlich von Le Mans. Er grenzte im Norden an die Kantone Beaumont-sur-Sarthe und Marolles-les-Braults, im Osten an den Kanton Bonnétable, im Süden an die Kantone Montfort-le-Gesnois, Le Mans-Est-Campagne, Le Mans-Nord-Campagne und Le Mans-Nord-Ouest und im Westen an den Kanton Conlie.   

## Gemeinden
Der Kanton Ballon bestand aus 13 Gemeinden:
| Gemeinde                | Einwohner Jahr | Fläche km² | Bevölkerungsdichte | Code INSEE | Postleitzahl |
| ----------------------- | -------------- | ---------- | ------------------ | ---------- | ------------ |
| Ballon                  | 1.345 (2013)   | 13,41      | 100 Einw./km²      | 72023      | 72290        |
| Beaufay                 | 1.429 (2013)   | 23,87      | 60 Einw./km²       | 72026      | 72110        |
| Courcebœufs             | 626 (2013)     | 16,83      | 37 Einw./km²       | 72099      | 72290        |
| Courcemont              | 682 (2013)     | 19,26      | 35 Einw./km²       | 72101      | 72110        |
| Joué-l’Abbé             | 1.315 (2013)   | 10,39      | 127 Einw./km²      | 72150      | 72380        |
| La Guierche             | 1.059 (2013)   | 7,88       | 134 Einw./km²      | 72147      | 72380        |
| Montbizot               | 1.786 (2013)   | 11,38      | 157 Einw./km²      | 72205      | 72380        |
| Sainte-Jamme-sur-Sarthe | 2.105 (2013)   | 8,43       | 250 Einw./km²      | 72289      | 72380        |
| Saint-Jean-d’Assé       | 1.646 (2013)   | 21,29      | 77 Einw./km²       | 72290      | 72380        |
| Saint-Mars-sous-Ballon  | 829 (2013)     | 18,20      | 46 Einw./km²       | 72301      | 72290        |
| Souillé                 | 675 (2013)     | 4,57       | 148 Einw./km²      | 72338      | 72380        |
| Souligné-sous-Ballon    | 1.144 (2013)   | 12,76      | 90 Einw./km²       | 72340      | 72290        |
| Teillé                  | 511 (2013)     | 11,54      | 44 Einw./km²       | 72349      | 72290        |

## Bevölkerungsentwicklung
| 1962   | 1968   | 1975   | 1982   | 1990   | 1999   | 2006   |
| ------ | ------ | ------ | ------ | ------ | ------ | ------ |
| 11.714 | 11.363 | 10.889 | 10.807 | 10.867 | 11.753 | 13.911 |